# Maisoncelle-Saint-Pierre
Maisoncelle-Saint-Pierre település Franciaországban, Oise megyében. Lakosainak száma 178 fő (2022. január 1.). Maisoncelle-Saint-Pierre Fontaine-Saint-Lucien, Guignecourt, Juvignies, Muidorge és Verderel-lès-Sauqueuse községekkel határos.

## Népesség
A település népességének változása:
| Lakosok száma | 156  | 155  | 159  | 161  | 164  | 165  | 175  | 178  | 178  |
|               | 2013 | 2015 | 2016 | 2017 | 2018 | 2019 | 2020 | 2021 | 2022 |